# Мария Кристина де Бурбон (1833—1902)
Мария Кристина де Бурбон (5 июня 1833 — 19 января 1902) была испанской инфантой по праву рождения. Она была дочерью Франсиско де Паула, родного брата короля Фердинанда VII, и Луизы Карлоты Бурбон-Сицилийской. Её отец приходился родным дядей её матери.

## Биография
Со стороны отца она была внучкой королю Карлу IV и его жене Марии-Луизе Пармской, а со стороны матери дедушкой и бабушкой инфанты были король Обеих Сицилий Франциск I и его вторая жена Мария Изабелла Испанская. Поскольку её родители были близкими родственниками, то она, как и её братья и сестры, приходилась королю Карлу IV и его жене Марии-Луизе Пармской одновременно внучкой и правнучкой.
Донья Мария Кристина Исабель де Бурбон и Бурбон родилась в Мадриде. Её рождение прошло практически незамеченным, так как она стояла очень далеко в очереди претендентов на испанский трон. Инфанта никогда не выделялась ни умом, как её брат Энрике, ни живостью характера как сестры Изабелла Фернанда, Луиза Тереза или Хосефина Фернанда, и скоро ей дали прозвище Глупая Инфанта из-за её недалекого ума и недостаточной физической привлекательности, к тому же она располагала небольшим состоянием.
В 1850 году была в числе кандидаток при выборе будущей жены для Наполеона III. Герцог Риансарес был официальным парламентером при переговорах о браке. Его предложение при французом дворе было встречено с благосклонностью, но переговоры не зашли особенно далеко.

## Брак
19 ноября 1860 года Мария Кристина стала второй женой Себастьяна Габриеля де Бурбон и Браганса, бывшего намного старше неё. Жених приходился правнуком королю Испании Карлу III и внуком королю Португалии Жуану VI. Семья инфанта, была в конфликте с королевой-регентом Марией Кристиной, что привело к потери им в 1837 году всех титулов и прав на испанский трон. Но с заключением второго брака с родственницей (кузиной и, одновременно, золовкой) королевы Изабеллы он был восстановлен во всех правах.
Церемония проходила в Королевском дворце в Мадриде. Чтобы подчеркнуть дух примирения с мятежным инфантом, поддерживавшим в своё время Дона Карлоса старшего, бракосочетание посетила сама королева Изабелла II с супругом.

## Дети
У Марии Кристины было пять детей:
- Франциско Мария де Бурбон (1861—1923), герцог Марчена
  - Мария Кристина де Бурбон и Мугиру, II Герцогиня Марчена (1889-1981)
  - Елена де Бурбон и Мугиро (1890-1909), замужем не была, умерла молодой
  - Мария де Лос Анхелес де Бурбон и Мугиро (1895-1964)
- Педро де Алькантра де Бурбон (1862—1892), герцог де Дуркаль
  - Мария Кристина де Бурбон и Мадан (1886-1985)
  - Мария Пия де Борбон и Мадан (1888-1969)
  - Фернандо Себастьян де Бурбон и Мадан (1891-1944)
- Луис де Хесус де Бурбон (1864—1889), герцог Ансола:
  - Луис Альфонсо де Бурбон и Бернальдо де Кирос (1887 года - 1942 года), II герцог Ансола
  - Манфредо Луис де Бурбон и Бернальдо де Кирос (1889 - 1979), герцог Эрнани и III Ансола, II маркиз Атарфе . Возможно, он был не сыном герцога, а рожденным от отношений его матери с Мануэлем Мендесом де Виго, который впоследствии стал ее вторым мужем.
- Альфонсо Мария де Бурбон (1866—1934), не принял положенный ему дворянский титул и жил в удалении от семьи, не покидая Родину даже во время Второй Испанской Республики и умер в Мадриде.
- Габриель де Хесус Бурбон (1869—1889), был глухонемым от рождения и умер молодым.

Несмотря на близость к трону и тесную связь с королевской семьей, ни один из детей инфанты Марии Кристины не получил титула инфанта Испании.
Вслед за свержением монархии в 1868, семья Дона Себастьяна Габриэля была вынуждена оставить Испанию и укрыться во Франции, там, в По умер муж инфанты в 1875. Донья Мария Кристина возвратилась в Испанию и жила спокойно до тех пор, пока не умерла в 1902 году в Мадриде. Похоронена в Эскориале.